# Опейда Йосип Олексійович
Йосип Олексійович Опейда (нар. 21 квітня 1942, Лемешів, Холмське воєводство, Польща) — український вчений-хімік, доктор хімічних наук, професор, соросівський професор, дійсний член НТШ, лауреат державної премії України в галузі науки та техніки. Головний науковий співробітник Відділення фізико-хімії горючих копалин Інституту фізико-органічної хімії і вуглехімії НАН України.

## Біографія
У 1958 р. закінчив Млинівську середню школу (Рівненська область) і вступив на хімічний факультет Львівського університету, який закінчив в 1963 р. і у 1965-66 працював завідувачем лабораторії кафедри фізичної хімії.
Наукова діяльність. Студентом Й. Опейда долучився до наукової роботи, спочатку на кафедрі неорганічної хімії (науковий керівник доцент Гладишевський Є. І.), а з третього курсу — на кафедрі фізичної хімії (науковий керівник доцент. Малєєв І.Й), де займались розробкою нових матеріалів, які використовувались у технології нанесення люмінофорів у кінескопах для пристроїв космічних апаратів. Й. Опейда вивчав адсорбцію синтезованих полімерів на люмінофорі, за результатами цих досліджень опубліковано його перші дві наукові статті у Віснику Львівського університету (1964 р.). Після закінчення Львівського університету в 1963 році Опейда Й. О. за розподілом залишився працювати на кафедрі фізичної хімії хімічного факультету.
З 1966 р. по 1969 р. Опейда Й. О. навчався в аспірантурі Донецького університету (керівник член-кор. АН УРСР Кучер Р. В.), де досліджував кінетику окиснення сумішей алкілароматичних вуглеводнів, у 1969 р. захистив у Донецькому державному університеті кандидатську дисертацію на тему: «Дослідження реактивності пероксирадикалів та молекул алкілароматичних вуглеводнів в рідинно-фазних реакціях окиснення».
З 1969 р. по 1973 р. працював старшим викладачем, доцентом хімічного факультету Донецького університету, досліджував окиснення вугілля киснем повітря з метою пошуку способів передбачення, запобігання та гальмування процесів самозаймання вугілля. При розробці способів реєстрації цього процесу в початковий період ним разом з колегами було відкрито явище хемілюмінесценції при низькотемпературному окисненні вугілля, досліджені кінетичні закономірності цього процесу та запропонований його механізм.
У 1973 р. Опейда Й. О. переходить у Донецьке відділення фізико-органічної хімії Інституту фізичної хімії АН УРСР ім. Л. В. Писаржевського, згодом Ін-т фізико-органічної хімії і вуглехімії АН УРСР (ІнФОВ АН УРСР) на посаду старшого наукового співробітника у відділ радикальних процесів, а з 1975 р. працює заступником керівника відділу. Тут він розширює дослідження окиснення молекулярним киснем сумішей органічних речовин. Його групою отримано великий обсяг даних, теоретичне узагальнення яких сформульовано у вигляді кількісних співвідношень, що визначають тип кривих співокиснення на діаграмі загальна швидкість — склад. На основі встановлених залежностей між реактивністю та селективністю молекул і пероксирадикалів у гомолітичних реакціях ним обґрунтована модель перехідного стану, яка враховує наявність структур з переносом заряду, запропоновано кореляційне рівняння, що описує залежність реактивності радикалів та молекул від їх структури, запропоновано квантово-хімічне трактування отриманих залежностей, У 1981 році Опейда Й. О. очолив відділ досліджень радикальних процесів, а в 1989 р став заступником директора в ІнФОВ АН УРСР. У 1982 р. в Інституті хімічної фізики АН СРСР Опейда Й. О. захистив докторську дисертацію на тему: «Сумісне окиснення алкілароматичних вуглеводнів та їх похідних у рідкій фазі». Після захисту Опейда Й. О. продовжує роботу над теорією елементарного акту в радикальних реакціях, встановленням залежностей активність — селективність частинок у цих реакціях, зв'язку між електронною будовою та реактивністю радикалів і молекул, що є важливими для пошуку раціональних способів керування процесами окиснення та їх оптимізацією.
Ним було запропоновано новий теоретичний підхід для опису залежності реактивності радикалів та молекул від їх структури, який поєднує принцип Бела-Еванса-Поляні та теорію Фукуї К. Цей підхід має особливе значення для розуміння механізму каталізу радикальних реакцій. Досягнення в цій області відзначені в 1993 році Державною премією України в галузі науки, яка присуджена Опейді Й. О. за результати, одержані при дослідженні високореактивних інтермедіатів у органічних реакціях.
У 1990-х роках групою Опейди Й. О. виконано цикл досліджень рідинно-фазного окиснення вуглеводнів при дії супрамолекулярних сполук, онійових солей, а також дії неорганічних основ при окисненні сполук з активованими С–Н зв'язками у розчинах пндиметилсульфоксиду. В 2000-х роках Опейда Й. О. розпочав дослідження кінетики і механізму каталізу N гідроксиімідами реакцій окиснення молекулярним киснем. Показано, що прискорюючи реакцію, такі сполуки залежно від субстрату можуть діяти і як каталізатори, і як ініціатори. При окисненні ненасичених сполук вони діють як ініціатори, при окисненні по С–Н зв'язках— як каталізатори, прискорюючи стадію росту ланцюга.
У 2014 р. у зв'язку з російською окупацією Донецька Опейда Й. О. був переведений у Відділення фізико-хімії горючих копалин Інституту фізико-органічної хімії і вуглехімії НАН України (ФХГК ІнФОВ НАН України, Львів) на посаду головного наукового співробітника. Після переїзду організував роботу лабораторії (обладнання, реактиви) для виконання експериментальної частини наукової тематики, пов'язаної з пошуком ефективних каталітичних систем органокаталізатор — гетерогенний чи нанокаталізатор для радикальних реакцій. Напрямком досліджень є розвиток теорії нанокаталізу реакцій окиснення молекулярним киснем, що важливо для отримання цінних кисневмісних сполук з субстратів вуглеводневої та відновлювальної сировини та розширення знань про каталіз процесів за участі радикалів. Експериментально встановлено ключовий для теорії органокаталізу факт, що утворюваний N оксильний радикал, активний в продовженні ланцюга, не вступає в реакцію з пероксильним радикалами, обриваючи кінетичний ланцюг.
Прикладні роботи Опейди Й. О. В кінці 80-х під його керівництвом розпочато дослідження процесів одержання високомолекулярних епоксидних смол високої чистоти. Результати цих досліджень лягли в основу технології одержання у промислових масштабах (тисячі тонн) важливих для електронної промисловості високочистих епоксиноволачних смол. Отримані герметики, створені на основі таких смол, відповідають кращим світовим аналогам. Ця технологія в конкурсному змаганні з технологією розробленою в прикладних інститутах, була визнана кращою і впроваджена на ВО Азот (Навої, Узбекистан), де було налагоджено випуск цих смол.
Педагогічна діяльність Опейди Й. О. пов'язана з хімічним факультетом Донецького університету, де з 1969 по 2021 рр. працював старшим викладачем, доцентом, з 1984 р. професором. Читав основні курси та спецкурси. Отримав звання Соросівського професора (1996 р.). Після переїзду університету у Вінницю Опейда Й. О. у 2015—2017 рр. був завідувачем кафедрою і до 2021 p. працював професором, де читав квантову хімію, математичне моделювання хімічних процесів, методологічні основи фізико-хімічних досліджень, керував курсовими і дипломними роботами студентів. Написав 4 підручники.
Знання мов (англійської, німецької, французької, польської) та викладацька практика сприяли роботі Опейди Й. О. над українською науковою хімічною термінологією. Ним, разом з проф. Швайка О. П., на основі матеріалів термінологічних комісій IUPAC видано термінологічні словники з хімічної кінетики та фізико-органічної хімії, а також універсальний «Глосарій термінів з хімії» (2008, 738с), що містить понад 8300 термінів з усіх розділів хімії, в тому числі з найновіших — супрамолекулярної, комп'ютерної, комбінаторної, екологічної, «зеленої», нанохімії, фемтохімії та ін.
Опейда Й. О. є автором понад 500 наукових праць з яких понад 320 статей, 14 книг, 9 винаходів; рецензує статті в міжнародних хімічних журналах; входив до складу оргкомітетів наукових конференцій; виступав з доповідями. Під його керівництвом захищено 20 кандидатських дисертацій, був консультантом 5 захищених докторських дисертацій.
Опейда Й. О. був керівником наукового і філософського семінарів Інституту фізико-органічної хімії і вуглехімії НАН України, секретарем, заступником голови спеціалізованої вченої ради; членом експертної комісії ВАК України. Зараз є членом спеціалізованої вченої ради у Львівській політехніці, членом секції «Хімія» Наукової ради МОН України, членом Комітету наукової термінології при Президії НАН України, членом редколегій наукових журналів: Донецький вісник НТШ, Праці наукового товариства ім. Шевченка, Вісник Донецького національного університету.

## Вибрані праці
Монографії:
- Кучер Р. В., Опейда Й. О., Туровський А. А. Реакційна здатність радикалів i молекул в гомолітичних реакціях. — К.: «Наукова думка», 1972.– 159c.
- Кучер Р. В., Опейда И. А. Соокисление органических веществ в жидкой фазе. — К.: «Наукова думка», 1989. — 208с.
- Шредер Г., Гєрчик Б., Опейда Й., Ніколаєвський А., Рибаченко В. Багатоядерний ЯМР. — Донецьк: 2000. — 112с.
- Шредер Г., Опейда Й., Рибаченко В. Прикладна супрамолекулярна хімія. — Донецьк: «Юго-Восток», 2005. — 267с.

Підручники й навчальні посібники:
- Опейда Й. О., Швайка О. П. Тлумачний термінологічний словник з органічної та фізико-органічної хімії. — К.: «Наукова думка», 1996. — 532с.
- Опейда Й., Швайка О., Ніколаєвський А. Тлумачний термінологічний словник з хімічної кінетики. — Донецьк: «Юго-Восток», 2003. — 274с.
- Опейда Й., Швайка О. Глосарій термінів в хімії. — Донецьк: «Вебер», 2008. — 758с.
- Опейда Й. О. Методологія фізико-хімічних досліджень. — Донецьк: ДонНУ, 2012. — 143с.
- Опейда Й. О. Математичне та комп'ютерне моделювання в хімії. — Вінниця: ДонНУ, 2015. — 388 с.
- Опейда Й. О. Комп'ютери та експеримент у хімії. — Вінниця: ДонНУ, 2016. — 196 с.
- Опейда Й. О. Квантова хімія. — Вінниця: ДонНУ ім. Василя Стуса, 2017. — 212 с.

## Відзнаки та нагороди за наукову роботу
- Державна премія України в галузі науки і техніки (1993 р.)
- Відзнака НАН України «За підготовку наукової зміни» (2006 р.)
- Грамота Верховної Ради України (2008 р.)
- Почесна грамота Львівської обласної державної адміністрації (2016 р.).
- Пам'ятна медаль «Євграф Ковалевський» Донецького відділення НТШ, посвідчення від 23 грудня 2023 р. з нагоди 150-річчя НТШ.